# 1235
| [ Edytuj tabelę ]                          |                                                               |
| Książę Małopolski                          | - 1232 Henryk I Brodaty 1238                                  |
| Książę Wielkopolski                        | - 1229 Władysław Odonic 1239                                  |
| Król Angkoru                               | - 1218 Indrawarman II 1244                                    |
| Król Anglii                                | - 1216 Henryk III 1272                                        |
| Król Aragonii i Walencji, hrabia Barcelony | - 1213 Jakub I Zdobywca 1276                                  |
| Książę Bawarii                             | - 1231 Otto II 1253                                           |
| Margrabia Brandenburgii                    | - 1220 Otto III 1267                                          |
| Książę Burgundii                           | - 1218 Hugo IV 1272                                           |
| Cesarz Bizancjum                           | - 1222 Jan III Dukas Watatzes 1254                            |
| Car Bułgarii                               | - 1218 Iwan Asen II 1241                                      |
| Cesarz Chin                                | - 1224 Song Lizong 1264                                       |
| Król Cypru                                 | - 1218 Henryk I 1253                                          |
| Król Czech                                 | - 1230 Wacław I 1253                                          |
| Król Danii                                 | - 1202 Waldemar II Zwycięski 1241                             |
| Władca Egiptu                              | - 1218 Al-Kamil 1238                                          |
| Król Francji                               | - 1226 Ludwik IX Święty 1270                                  |
| Król Gruzji                                | - 1223 Rusudan 1245                                           |
| Hrabia Holandii                            | - 1234 Wilhelm II 1256                                        |
| Cesarz Japonii                             | - 1232 Shijō 1242                                             |
| Kalif                                      | - 1226 Al-Mustansir 1242                                      |
| Król Kastylii                              | - 1217 Ferdynand III Święty 1252                              |
| Król Kastylii i Leónu                      | - 1230 Ferdynand III Święty 1252                              |
| Patriarcha Konstantynopola                 | - 1222 German II 1240                                         |
| Władca Korei                               | - 1213 Kojong 1259                                            |
| Książę Litwy                               | - 1219 Dowsprunk 1238                                         |
| Cesarz Łaciński                            | - 1228 Baldwin II de Courtenay 1261 - 1231 Jan z Brienne 1237 |
| Kalif Maroka                               | - 1232 Abd al-Wahid II 1242                                   |
| Król Nawarry                               | - 1234 Tybald I 1253                                          |
| Król Norwegii                              | - 1217 Haakon IV Stary 1263                                   |
| Hrabia Palatynatu                          | - 1227 Otton I Bawarski 1253                                  |
| Papież                                     | - 1227 Grzegorz IX 1241                                       |
| Król Portugalii                            | - 1223 Sancho II 1248                                         |
| Sułtan Rumu                                | - 1220 Kajkubad I 1237                                        |
| Książę Rusi halickiej                      | - 1229 Daniel II 1235 - 1235 Michał I 1238                    |
| Cesarz Rzymski (niemiecki)                 | - 1220 Fryderyk II 1250 - 1232 Henryk VII 1235                |
| Książę Saksonii                            | - 1212 Albrecht I 1260                                        |
| Król Serbii                                | - 1234 Stefan Władysław 1243                                  |
| Król Singasari                             | - 1227 Anuśpati 1248                                          |
| Król Szkocji                               | - 1214 Aleksander II 1249                                     |
| Król Szwecji                               | - 1234 Eryk XI Eriksson 1250                                  |
| Doża Wenecji                               | - 1229 Jacopo Tiepolo 1249                                    |
| Król Węgier                                | - 1205 Andrzej II 1235 - 1235 Bela IV 1270                    |
| Wielki mistrz zakonu krzyżackiego          | - 1209 Hermann von Salza 1239                                 |

Rok 1235 / MCCXXXV
stulecia: XII wiek ~
XIII wiek ~
XIV wiek

lata: 1225 «
1230 «
1231 «
1232 «
1233 «
1234 «
1235
» 1236
» 1237
» 1238
» 1239
» 1240
» 1245

## Wydarzenia w Polsce
- 1 czerwca – Gubin otrzymał prawa miejskie.
- Większość Braci Dobrzyńskich przyłączyła się do zakonu krzyżackiego, na co zezwalał dokument papieski (jednakże Bracia nie zostali doń oficjalnie przyłączeni).

## Wydarzenia na świecie
- 27 maja – Elżbieta Węgierska została ogłoszona świętą przez papieża Grzegorza IX.
- 15 sierpnia – Fryderyk II wydaje przywilej, tzw. Landfrieden, który potwierdza dawne i dodaje nowe prawa książętom niemieckim[1].
- Iwan Asen II, car bułgarski zrywa stosunki z Rzymem i zawiera przymierze z Bizancjum. Powstaje patriarchat Bułgarii[1].
- Jan III Dukas Watatzes cesarz nicejski i Iwan Asen II car bułgarski przeprowadzili nieudane oblężenie Konstantynopola.
- Jakub I Zdobywca (1208–1276), podbił  Ibizę.
- Ukończenie budowy katedry Notre-Dame.
- We Włoszech wykonano pierwszą sekcję zwłok ludzkich (chirurdzy szkoły medycznej, Salerno).
- Powstało Imperium Mali w Afryce Zachodniej.

## Urodzili się
- Arnold de Villanova, kataloński scholastyk, lekarz, templariusz, alchemik (ur. ok. 1235; zm. 1311)
- Bonifacy VIII, papież od 24 grudnia 1294 (ur. ok. 1235; zm. 1303)
- Hugo III Cypryjski, król Jerozolimy (zm. 1284)
- Macieja Nazzarei, włoska klaryska, błogosławiona katolicka (zm. 1320)

## Zmarli
- 13 marca – Agnellus z Pizy, włoski franciszkanin, błogosławiony katolicki (ur. 1194)
- 26 października – Andrzej II Arpadowicz, król Węgier i od 1206 król Rusi Halicko-Włodzimierskiej (ur. 1176)

- data dzienna nieznana:
  - Manes Guzmán, hiszpański dominikanin, brat św. Dominika, błogosławiony katolicki (ur. ok. 1168)
  - Święty Sawa, święty w cerkwi serbskiej (zm. 1235 lub 1236; ur. 1175 lub 1176)